# John W. Stevenson
John White Stevenson (4 de maio de 1812 – 10 de agosto de 1886) foi um advogado e político dos Estados Unidos. Representou o estado americano de Kentucky em ambas as câmaras dos Eua. E foi o 25º governador do estado do Kentucky.
O filho do futuro presidente do congresso americando, o diplomata Andrew Stevenson, John graduou-se na Universidade da Virgínia em 1832 e estudou direito com seu primo, o futuro congressista Willoughby Newton. Após um curto período de advocacia no Mississippi, mudou-se para Covington no Kentucky, foi eleito procurador do Condado. Depois do mandato na Assembleia Legislativa de Kentucky, ele foi escolhido como um delegado à 3ª Convenção Constitucional do estado em 1849 e foi um dos três comissários encarregados de revisar os códigos de leis do estado, uma tarefa que foi concluída em 1854. Um democrata, foi eleito para dois mandatos consecutivos na câmara de representantes do EUA, onde ele apoiou vários compromissos propostos a fim de evitar a Guerra Civil, culpando os republicanos radicais pelo fracasso.
Depois de perder sua reeleição em 1861, Stevenson, um simpatizante confederado conhecido, ficou fora da vida pública durante a guerra e foi, por conseguinte, capaz de evitar ser preso, assim como muitos outros simpatizantes dos confederados. Foi eleito vice-governador em 1867, quando o governador John L. Helm morreu apenas cinco dias de seu mandato, Stevenson assumiu o governo. Ele posteriormente ganhou uma eleição especial para terminar o prazo do Helm em 1868. Ele se opôs à intervenção federal em o que considerou questões do Estado, mas insistia que os negros aos quais recentemente foram concedidos direitos deveriam ser observados e utilizou a milícia do estado para reprimir a violência do pós-guerra no estado. Embora ele fosse um conservador em política fiscal, ele defendeu um novo imposto para beneficiar a educação e criou a Secretaria de estado da educação.
Em 1871 Stevenson derrotou o incumbente Thomas C. McCreery para um assento no Senado, criticando McCreery por supostamente apoiar a nomeação de Stephen G. Burbridge, que era odiado pela maioria de Kentuckinianos, para uma posição federal. No Senado, ele fez oposição para obras públicas e defendia um modo restritivo de interpretação constitucional (Strict constructionism). A partir do final de 1873, Stephenson exerceu como o primeiro presidente (depois chamado floor leader) do partido democrata do Senado. Ele não procurou a reeleição em 1877, retornando ao seu escritório de advocacia e aceitando o futuro governador do Kentucky William Goebel como um parceiro de banca. Ele presidiu a Convenção Nacional Democrata de 1880 e foi eleito Presidente da American Bar Association (associação de advogados, juízes e estudantes de direito) em 1884. Ele morreu em Covington em 10 de agosto de 1886 e foi enterrado no cemitério de Spring Grove em Cincinnati em Ohio.

## Infância e família
John White Stevenson nasceu a 4 de maio de 1812 em Richmond na Virgínia. Ele foi o único filho de Andrew e Mary Page (White) Stevenson. Sua mãe, a neta de Carter Braxton, um dos signatários da declaração de independência, morreu durante o parto, então ele foi enviado para viver com seus avós maternos, John e Judith White, até que seu pai casasse novamente em 1817. Seu pai, um proeminente advogado de Virgínia, ganhou projeção política durante a infância de Stevenson. Ele foi eleito para o Congresso, eventualmente servindo como Presidente da câmara e foi mais tarde nomeado enviado extraordinário e Ministro plenipotenciário para o Tribunal de St. James do Presidente Martin Van Buren. Por causa da posição de seu pai, ele foi pessoalmente familiarizado com Thomas Jefferson e James Madison, tendo sido convidado em ambos os mandatos.
Stevenson foi educado por tutores privados na Virgínia e Washington, D.C., onde esteve com frequência enquanto seu pai estava no Congresso. Em 1828 ele matriculou-se na Academia de Hampden–Sydney (agora faculdade de Hampden–Sydney) e mais tarde transferiu-se para a Universidade da Virgínia, onde graduou-se em 1832. Após a graduação ele estudo leis com seu primo, Newton de Willoughby, que mais tarde ocuparia o Congresso dos EUA. Foi admitido à prática legal na Virgínia em 1839.
Atendendo ao Conselho de James Madison, Stevenson decidiu estabelecer-se no oeste. Ele viajou a cavalo através da fronteira ocidental, até chegar ao Rio Mississippi, fixando-se em Vicksburg no Mississippi. Vicksburg era um pequeno povoado na época e não forneceu suficiente trabalho para satisfazê-lo, e em 1840, ele decidiu viajar para Covington no Kentucky, e lá estabelecer-se permanentemente em 1841. Em Covington ele formou uma banca advocatícia com Jefferson Phelps, um advogado respeitado na região. A parceria durou até a morte de Phelps em 1843.
Um devoto episcopal, Stevenson frequentemente participou das convenções dessa religião. Ele foi eleito para a junta paroquial da Igreja Episcopal da Trindade em Covington em 24 de novembro de 1842. Em 1843 casou-se com Sibella Wilson de Newport no Kentucky. Eles tiveram cinco filhos: Sally C. (Stevenson) Colston, Mary W. (Stevenson) Colston, Judith W. (Stevenson) Winslow, Samuel W. Stevenson e John W. Stevenson. [a]

## Carreira política
Logo depois de chegar em Covington, Stevenson foi eleito procurador de condado para o de Kenton. Ele foi escolhido como delegado para Convenção Nacional Democrata 1844 e foi eleito para representar o Condado de Kenton na câmara de Kentucky no ano seguinte. Ele foi reeleito em 1846 e 1848. Em 1849 ele foi escolhido como um delegado à Convenção constitucional do Estado que finalmente completou a terceira constituição do estado de Kentucky.. Em 1850 Stevenson, Madison C. Johnson e James Harlan foram nomeados como comissários para revisar o código civil e criminal do Kentucky. Seu trabalho, intitulado código de prática em casos de matéria Civil e penal foi publicado em 1854. Ele foi um dos delegados do Kentucky à Convenção Nacional Democrata em 1848, 1852 e 1856. Ele serviu como um eleitor presidencial às convenções de 1852 e 1856.

### Representante dos EUA
Em 1857, Stevenson foi eleito para o primeiro de dois mandatos consecutivos na Câmara dos representantes dos EUA. Durante o seu mandato neste órgão fez parte do comitê eleitoral. Ele favoreceu a admissão de Kansas à União no âmbito da Constituição Lecompton.

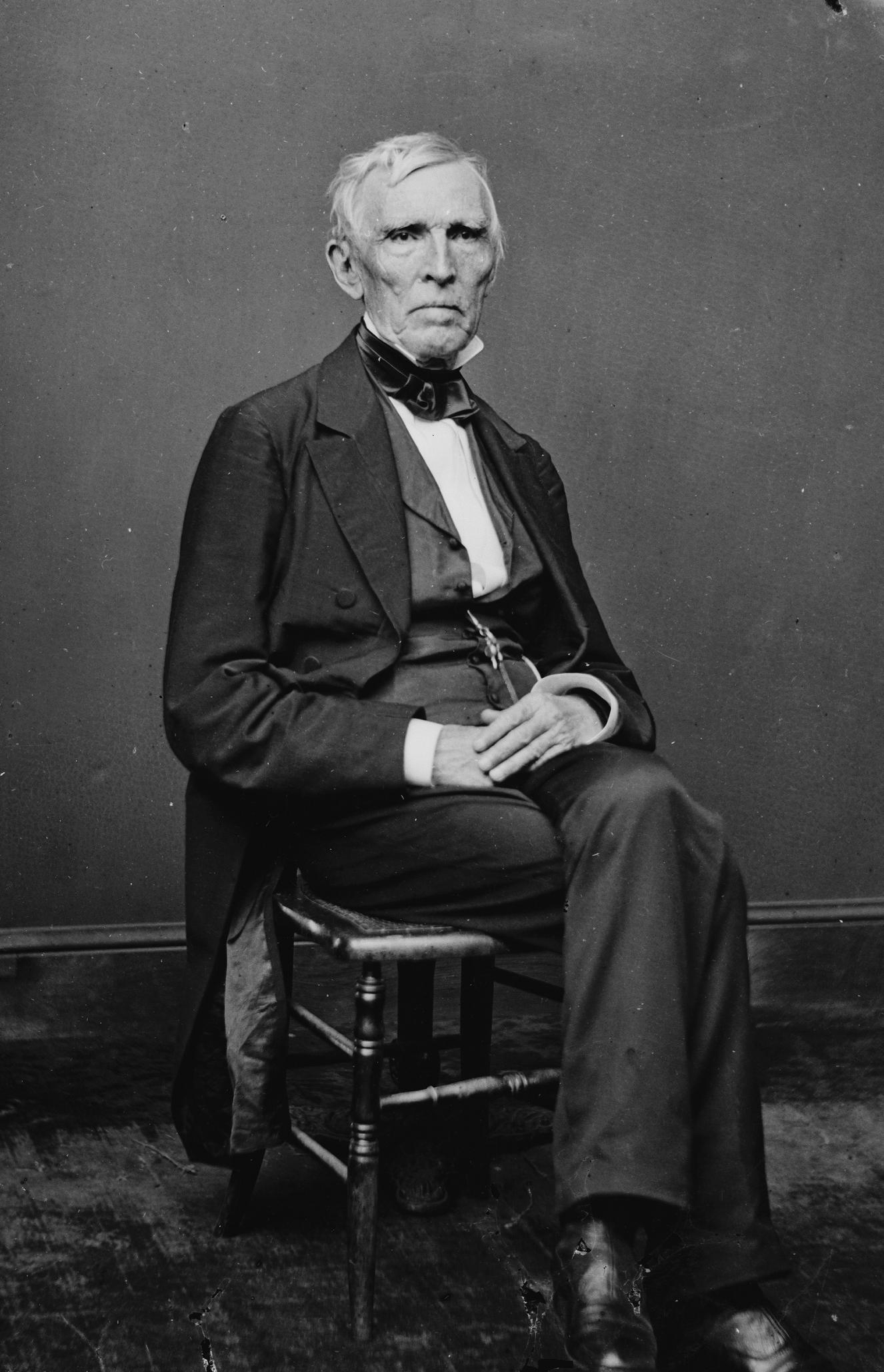
John J. Crittenden propôs um compromisso defendido por Stevenson

Como muitos Kentuckinianos, Stevenson foi simpático à posição dos Estados do Sul na preparação à Guerra Civil, mas ele se opôs à secessão como um meio de lidar com as tensões secionais. Consequentemente, defendeu a aceitação dos vários compromissos que foram propostas para evitar a guerra, incluindo o compromisso de Crittenden, de autoria do colega Kentuckiniano John J. Crittenden. Ele culpou a adesão rígida dos republicanos radicais para suas demandas pela falha de todos compromissos propostos e em 30 de Janeiro de 1861, denunciou-os em um discurso que o "Dictionary of American Biography " classifica como um dos mais notáveis de sua carreira na câmara. Ele foi derrotado à reeleição em 1861.
Stevenson apoiou  seu amigo John C. Breckinridge nas eleições presidenciais de 1860. Por toda a duração da guerra, ele ficou fora da vida pública a fim de evitar ser preso assim como muitos outros simpatizantes dos confederados. Após a guerra ele foi delegado à Convenção do partido União Nacional na Filadélfia na Pensilvânia em 1865. Ele foi um defensor das políticas de reconstrução do presidente Andrew Johnson.

### Governador de Kentucky

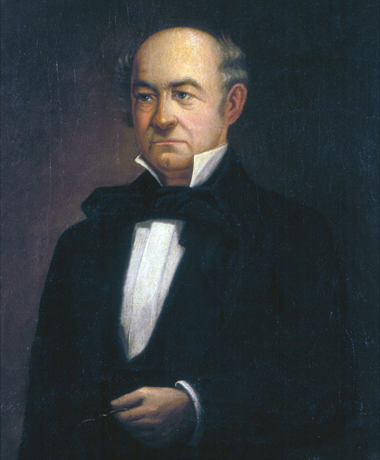
Morte de John L. Helm elevou Stevenson para governador

Os ex-confederados predominaram na Convenção Democrata do Kentucky que reuniu-se em Frankfort em 22 de fevereiro de 1867. John L. Helm, pai do falecido general confederado Benjamin Hardin Helm, foi indicado para governador e Stevenson foi indicado para vice-governador. Todo o conjunto de candidatos democráticos foram eleitos, incluindo Stevenson, que recebeu 88.222 votos sobre os 32.505 de R. Tarvin Baker e os 11.473 de H. Taylor. Somente um simpatizante não-confederado ganhou a eleição daquele ano que foi George Adams de Madison, congressista para o 8º distrito do Estado que, embora um democrata, foi um antigo soldado federal. Helm prestou o juramento de posse doente no leito em sua casa em Elizabethtown no Kentucky em 3 de setembro de 1867. Ele morreu cinco dias depois, então Stevenson foi empossado como governador em 13 de setembro. Entre seus primeiros atos como governador estão as nomeações de Frank Lane Wolford, um ex-soldado da União, como ajudante geral e Fayette Hewitt, um ex-soldado confederado, como intendente geral de estado.
Como Helm morreu logo após assumir o cargo, uma eleição especial para o restante do seu mandato foi marcada para agosto de 1868. Democratas realizaram uma convenção em Frankfort em 22 de fevereiro de 1868 e indicaram Stevenson para terminar o prazo de Helm. De outra parte R. Tarvin Baker, anteriormente adversário de Stevenson na eleição para vice-governador, foi a escolha dos republicanos. Os republicanos enfrentaram muitas desvantagens, incluindo a perseguição do Partido Nacional do presidente Johnson e falta de organização local em muitos condados de Kentucky. Apesar das deficiências de Stevenson como um orador público, foi eleito com uma vitória esmagadora de 115.560 votos favoráveis contra os 26.605 votos de seu oponente. Na época foi a mais alta maioria obtida por qualquer candidato em uma eleição de Kentucky.

### Direitos civis
Democratas de Kentucky do pós-guerra se dividiram em duas facções, uma dos democratas do Bourbon mais conservadores e outra da Nova Divisão dos Democratas mais progressistas. Stevenson manteve-se moderado, dando concessões a ambos os lados. Incitou a restauração imediata de todos os direitos para ex-confederados e denunciou o Congresso por não ter aceito uma parte da delegação do Kentucky por serem partidários da confederação. Ele defendeu os direitos dos Estados e resistiu às medidas federais vistas como uma violação da soberania dos Estados e denunciou com veemência a alteração proposta pela 15ª emenda. Seguindo exemplo de Stevenson, a Assembleia Geral se recusou a aprovar a 14ª e 15ª emendas, mas depois de sua aprovação nas constituições da maior parte dos Estados, Stevenson geralmente insistia que os direitos aos negros recentemente concedidos  não seriam violados. Ele ficou em silêncio, no entanto, quando legisladores estaduais e funcionários de várias cidades costumavam fazer restrições ao longo de residências do distrito redesenhando os limites municipais para excluir eleitores negros de eleições específicas. Seu apelo de 1867 para os legisladores chamarem uma convenção constitucional para rever a constituição do Estado pró-escravidão para conformar-se melhor a realidade pós-guerra foi completamente ignorado.
Stevenson se opôs a quase todos os esforços para ampliar os direitos dos negros, além dos mínimos assegurados pela legislação e as alterações de federais. A lei dos direitos civis de 1866 garantia aos negros poderem testemunhar contra brancos em tribunais federais, mas a nova divisão dos democratas insistia para Kentucky alterar sua legislação para permitir também o testemunho de negro contra brancos em tribunais estaduais, Stevenson se opôs a eles e a medida não foi aprovada na sessão legislativa de 1867. Mais tarde naquele ano, o Tribunal de Apelações do Kentucky declarou inconstitucional a lei dos direitos civis, mas um tribunal federal em breve revogou essa decisão. Stevenson havia respaldado a apelação feita pelos democratas do Bourbon dessa decisão para o Supremo Tribunal dos Estados Unidos. Em 1871, no entanto, ele mudou de ideia e apoiou o direito dos negros, para depor. Apesar do apoio de Stevenson, a medida não passou na Assembleia Geral, novamente, em 1871, mas passou no ano seguinte, depois de Stevenson tinha deixado o governo.
Na eleição de 1870, o primeiro Estado em que os negros foram autorizados a votar, Stevenson advertiu que não seria tolerada violência contra eles. Ele contava com autoridades locais para suprimir quaisquer incidentes, tendo oferecido recompensa para a detenção de autores de violência relacionada com a eleição. Como forma de dissuadir ainda mais a violência, Stevenson propôs lei proibindo o transporte de armas escondidas. A Assembleia Geral aprovou a legislação solicitada em 22 de março de 1871. A lei impôs pequenas multas para a primeira infração, mas a quantia seria aumentada para infrações subsequentes a fim de dissuadir os reincidentes.

### Questões de estado
Na primeira mensagem de Stevenson ao legislativo, ele instou o legislador decidir em definitivo se a capital do Estado permaneceria em Frankfort ou seria transferida para Lexington ou Louisville, como alguns queriam. Seu discurso claramente favorecia manter a capital em Frankfort, mas observou que era necessário espaço adicional no capitol, pois no presente edifício não havia espaço suficiente para o tesoureiro e o auditor do estado. Ele projetou um complemento para o Capitólio que tornaria mais espaçoso e mais grandioso. Para pagar a expansão, Stevenson que era conservador em questões fiscais pressionou o governo federal para pagamento dos créditos devidos ao Kentucky por despesas da Guerra Civil. Até o final do seu mandato, o estado arrecadou mais de $1,50 milhões em créditos. O legislador, no entanto, ignorou o seu plano de expansão do Capitólio, optando construir um escritório executivo separado, ao lado do Capitólio com os fundos que haviam sido recolhidos.
Stevenson também defendeu o estudo cuidadoso das finanças do estado para lidar com o aumento das despesas. Insistiu que o estado parasse de cobrir seu endividamento de curto prazo usando títulos públicos. Devido a um imposto adicional que Stevenson advogou para beneficiar a educação, o Estado fez ganhos substanciais na educação durante seu mandato, que culminou com a criação da Secretaria de estado de educação em 1870. Instalações e seu financiamento estavam separados, no entanto, a tributação de parcos recursos da maioria dos negros gerou pouca receita para suas necessidades educacionais. Os legisladores do estado rejeitaram a sua proposta de 1870 para criar uma Secretaria de estado para imigração e financiar estatísticas para estimular o interesse e a migração para o estado. Ele convenceu os legisladores a fazer algumas melhorias em instituições penais e filantrópicas do Estado, incluindo a criação de uma casa de reforma para menores infratores.
Violências de rua, muitas delas perpetrados pelos Regulators, que alegavam que as autoridades locais falharam em seus deveres para proteger as pessoas, foi um problema contínuo durante a administração de Stevenson. Em discurso em setembro de 1867 Stevenson instou todos os Kentuckinianos que buscassem as autoridades locais e ordenou que todos os grupos de vigilantes fossem dissolvidos. Em 1º de outubro, no entanto, um grupo que se autodenominou Rowzee's band começou a perpetrar a violência anti-Regulators no Condado de Marion. Ele designou ao ajudante geral Wolford ir até o Condado de Marion e autorizando o uso da milícia do estado para reprimir a violência, se necessário. Wolford chamou três companhias da milícia que conteve a Rowzee's band e mandou outra para acabar com um movimento semelhante no Condado de Boyle. Mais tarde, em outubro, ele enviou a milícia do estado no Condado de Mercer e em 1869, milicianos foram enviados aos condados de Boyle, Garrard e Lincoln. O governador declarou que ele nunca hesitou em enviar tropas "sempre que se tornasse necessário para a detenção e julgamento de todos aqueles que unidos, não importa sob que pretexto, pisoteavam a lei com atos de violência pessoal".

### Senador dos EUA
| A man with dark hair, bald on top, wearing a black suit and tie with a white shirt, seated |  | A man with wavy, receding hair, wearing a black suit with a white shirt, seated |
| Thomas C. McCreery                                                                         |  | Thomas Laurens Jones                                                            |

No final de 1869 Stevenson atacou o senador Kentuckiniano Thomas C. McCreery e o representante Thomas Laurens Jones por suposto apoio pela nomeação do presidente Ulysses S. Grant, de Stephen G. Burbridge da antiga "União Geral" para um cargo federal no serviço de receita. Apesar de ter nascido no norte de Kentucky, Burbridge tinha sido rigoroso em lidar com os moradores de seu estado de origem durante a Guerra Civil, também a Assembleia geral intentou julgá-lo por crimes de guerra em 1863 e 1864. O historiador E. Merton Coulter escreveu de Burbridge: "O povo de Kentucky implacavelmente perseguia-o, amargamente era o mais odiado Kentuckinianos, todos incansáveis esforços foram feitos até que finalmente chegou ao ponto de não ter um amigo no estado que levantasse a voz para defendê-lo". Os ataques de Stevenson contra McCreery e Jones provavelmente foram projetados para desacreditar os dois antes da expiração do mandato de McCreery no Senado em 1870. McCreery vigorosamente negou acusações de Stevenson e eventualmente o desafiou para um duelo. Stevenson recusou o desafio, citando suas crenças cristãs. A Assembleia Geral reuniu-se em Dezembro de 1869 e, no quinto escrutínio, escolheu o Stevenson em detrimento de McCreery para seis anos no Senado. Stevenson renunciou ao governo em 13 de fevereiro de 1871, antes da sessão do Congresso de março.
No Senado, Stevenson foi um conservador robusto, opondo-se firmemente em relação as obras públicas e defendia um modo restritivo de interpretação constitucional (Strict constructionism). Opôs-se a apropriação de dinheiro federal para financiar o Centennial Exposition na Filadélfia, porque ele não acreditava que Congresso tivesse a autoridade para fazer tal imputação nos termos da Constituição. Ele participou da Convenção Nacional Democrata de 1872 e recebeu os votos de seis delegados de Delaware para a indicação de vice-presidente democrata, embora ao final Benjamin Gratz Brown recebesse a nomeação. Na disputada eleição presidencial de 1876, foi um dos estadistas visitantes que foi para Nova Orleans, Louisiana e concluíram que a eleição tinha sido bem conduzida nesse Estado.
A partir de dezembro de 1873 até a expiração de seu mandato, em 1877, Stevenson foi geralmente reconhecido como o líder de bancada do partido democrata no Senado (posteriormente floor leader). Foi o primeiro floor leader do senado. Durante o quadragésimo quarto Congresso, presidiu a Comissão revolucionária de reivindicações. Ele não procurou a reeleição no final do seu mandato.

## Últimos anos e morte
Após seu mandato no Senado, Stevenson voltou para seu escritório de advocacia em Covington. Ele também aceitou uma indicação para professor de direito penal e contratos no University of Cincinnati College of Law. Ele manteve-se interessado em política e foi escolhido presidente da Convenção democrata do Estado em 1879 em Louisville e Presidente da Convenção Nacional Democrata de 1880 em Cincinnati, Ohio.
Na reunião de 1883 da American Bar Association, Stevenson foi convidado a pronunciar um discurso sobre o assunto de James Madison, em razão da proximidade pessoal havida com ele. O discurso foi impresso e publicado pela associação no ano seguinte. Stevenson foi eleito Presidente da associação em 1884. Como Presidente era necessário fazer um discurso solicitando a revisão da legislação estadual e federal de especial importância na reunião de agosto de 1885 da associação. Membro de associação Richard Vaux caracteriza o discurso como "mais interessante e valioso para a profissão".
Entre os homens que estudaram direito com Stevenson em seus últimos anos foram o futuro secretário do Tesouro americano John G. Carlisle e futuro governador do Kentucky William Goebel. Ele tinha uma afinidade especial com Goebel, que eventualmente se tornou seu assessor legal e o mandatário. No início de agosto de 1886 ele viajou para Sewanee em Tennessee, para assistir a cerimônia de início da Sewanee University. Enquanto isso, ele adoeceu e foi levado de volta para sua casa em Covington, onde morreu em 10 de agosto de 1886, sendo enterrado no cemitério de Spring Grove em Cincinnati.

## Antepassados
|  |                                  |  |  |  |  |  |  |  |  |  |  |  |  |  |  |  |
|  | 16.                              |  |  |  |  |  |  |  |  |  |  |  |  |  |  |  |
|  |                                  |  |  |  |  |  |  |  |  |  |  |  |  |  |  |  |
|  |                                  |  |  |  |  |  |  |  |  |  |  |  |  |  |  |  |
|  | 8.                               |  |  |  |  |  |  |  |  |  |  |  |  |  |  |  |
|  |                                  |  |  |  |  |  |  |  |  |  |  |  |  |  |  |  |
|  |                                  |  |  |  |  |  |  |  |  |  |  |  |  |  |  |  |
|  | 17.                              |  |  |  |  |  |  |  |  |  |  |  |  |  |  |  |
|  |                                  |  |  |  |  |  |  |  |  |  |  |  |  |  |  |  |
|  |                                  |  |  |  |  |  |  |  |  |  |  |  |  |  |  |  |
|  | 4. James Stevenson               |  |  |  |  |  |  |  |  |  |  |  |  |  |  |  |
|  |                                  |  |  |  |  |  |  |  |  |  |  |  |  |  |  |  |
|  |                                  |  |  |  |  |  |  |  |  |  |  |  |  |  |  |  |
|  | 18.                              |  |  |  |  |  |  |  |  |  |  |  |  |  |  |  |
|  |                                  |  |  |  |  |  |  |  |  |  |  |  |  |  |  |  |
|  |                                  |  |  |  |  |  |  |  |  |  |  |  |  |  |  |  |
|  | 9.                               |  |  |  |  |  |  |  |  |  |  |  |  |  |  |  |
|  |                                  |  |  |  |  |  |  |  |  |  |  |  |  |  |  |  |
|  |                                  |  |  |  |  |  |  |  |  |  |  |  |  |  |  |  |
|  | 19.                              |  |  |  |  |  |  |  |  |  |  |  |  |  |  |  |
|  |                                  |  |  |  |  |  |  |  |  |  |  |  |  |  |  |  |
|  |                                  |  |  |  |  |  |  |  |  |  |  |  |  |  |  |  |
|  | 2. Andrew Stevenson              |  |  |  |  |  |  |  |  |  |  |  |  |  |  |  |
|  |                                  |  |  |  |  |  |  |  |  |  |  |  |  |  |  |  |
|  |                                  |  |  |  |  |  |  |  |  |  |  |  |  |  |  |  |
|  | 20. Richard Littlepage           |  |  |  |  |  |  |  |  |  |  |  |  |  |  |  |
|  |                                  |  |  |  |  |  |  |  |  |  |  |  |  |  |  |  |
|  |                                  |  |  |  |  |  |  |  |  |  |  |  |  |  |  |  |
|  | 10. James Littlepage             |  |  |  |  |  |  |  |  |  |  |  |  |  |  |  |
|  |                                  |  |  |  |  |  |  |  |  |  |  |  |  |  |  |  |
|  |                                  |  |  |  |  |  |  |  |  |  |  |  |  |  |  |  |
|  | 21. Elizabeth Frances DeRochelle |  |  |  |  |  |  |  |  |  |  |  |  |  |  |  |
|  |                                  |  |  |  |  |  |  |  |  |  |  |  |  |  |  |  |
|  |                                  |  |  |  |  |  |  |  |  |  |  |  |  |  |  |  |
|  | 5. Frances Arnette Littlepage    |  |  |  |  |  |  |  |  |  |  |  |  |  |  |  |
|  |                                  |  |  |  |  |  |  |  |  |  |  |  |  |  |  |  |
|  |                                  |  |  |  |  |  |  |  |  |  |  |  |  |  |  |  |
|  | 22. Essex William Winston        |  |  |  |  |  |  |  |  |  |  |  |  |  |  |  |
|  |                                  |  |  |  |  |  |  |  |  |  |  |  |  |  |  |  |
|  |                                  |  |  |  |  |  |  |  |  |  |  |  |  |  |  |  |
|  | 11. Sarah Winston                |  |  |  |  |  |  |  |  |  |  |  |  |  |  |  |
|  |                                  |  |  |  |  |  |  |  |  |  |  |  |  |  |  |  |
|  |                                  |  |  |  |  |  |  |  |  |  |  |  |  |  |  |  |
|  | 23. Rebecca Bobby                |  |  |  |  |  |  |  |  |  |  |  |  |  |  |  |
|  |                                  |  |  |  |  |  |  |  |  |  |  |  |  |  |  |  |
|  |                                  |  |  |  |  |  |  |  |  |  |  |  |  |  |  |  |
|  | 1. John White Stevenson          |  |  |  |  |  |  |  |  |  |  |  |  |  |  |  |
|  |                                  |  |  |  |  |  |  |  |  |  |  |  |  |  |  |  |
|  |                                  |  |  |  |  |  |  |  |  |  |  |  |  |  |  |  |
|  | 24. Robert White                 |  |  |  |  |  |  |  |  |  |  |  |  |  |  |  |
|  |                                  |  |  |  |  |  |  |  |  |  |  |  |  |  |  |  |
|  |                                  |  |  |  |  |  |  |  |  |  |  |  |  |  |  |  |
|  | 12. Alexander White              |  |  |  |  |  |  |  |  |  |  |  |  |  |  |  |
|  |                                  |  |  |  |  |  |  |  |  |  |  |  |  |  |  |  |
|  |                                  |  |  |  |  |  |  |  |  |  |  |  |  |  |  |  |
|  | 25. Margaret Hogue               |  |  |  |  |  |  |  |  |  |  |  |  |  |  |  |
|  |                                  |  |  |  |  |  |  |  |  |  |  |  |  |  |  |  |
|  |                                  |  |  |  |  |  |  |  |  |  |  |  |  |  |  |  |
|  | 6. John Camm White               |  |  |  |  |  |  |  |  |  |  |  |  |  |  |  |
|  |                                  |  |  |  |  |  |  |  |  |  |  |  |  |  |  |  |
|  |                                  |  |  |  |  |  |  |  |  |  |  |  |  |  |  |  |
|  | 26. John Camm                    |  |  |  |  |  |  |  |  |  |  |  |  |  |  |  |
|  |                                  |  |  |  |  |  |  |  |  |  |  |  |  |  |  |  |
|  |                                  |  |  |  |  |  |  |  |  |  |  |  |  |  |  |  |
|  | 13. Elizabeth Camm               |  |  |  |  |  |  |  |  |  |  |  |  |  |  |  |
|  |                                  |  |  |  |  |  |  |  |  |  |  |  |  |  |  |  |
|  |                                  |  |  |  |  |  |  |  |  |  |  |  |  |  |  |  |
|  | 27. Mary Bullock                 |  |  |  |  |  |  |  |  |  |  |  |  |  |  |  |
|  |                                  |  |  |  |  |  |  |  |  |  |  |  |  |  |  |  |
|  |                                  |  |  |  |  |  |  |  |  |  |  |  |  |  |  |  |
|  | 3. Mary Page White               |  |  |  |  |  |  |  |  |  |  |  |  |  |  |  |
|  |                                  |  |  |  |  |  |  |  |  |  |  |  |  |  |  |  |
|  |                                  |  |  |  |  |  |  |  |  |  |  |  |  |  |  |  |
|  | 28. George Braxton               |  |  |  |  |  |  |  |  |  |  |  |  |  |  |  |
|  |                                  |  |  |  |  |  |  |  |  |  |  |  |  |  |  |  |
|  |                                  |  |  |  |  |  |  |  |  |  |  |  |  |  |  |  |
|  | 14. Carter Braxton               |  |  |  |  |  |  |  |  |  |  |  |  |  |  |  |
|  |                                  |  |  |  |  |  |  |  |  |  |  |  |  |  |  |  |
|  |                                  |  |  |  |  |  |  |  |  |  |  |  |  |  |  |  |
|  | 29. Mary Carter                  |  |  |  |  |  |  |  |  |  |  |  |  |  |  |  |
|  |                                  |  |  |  |  |  |  |  |  |  |  |  |  |  |  |  |
|  |                                  |  |  |  |  |  |  |  |  |  |  |  |  |  |  |  |
|  | 7. Judith Robinson Braxton       |  |  |  |  |  |  |  |  |  |  |  |  |  |  |  |
|  |                                  |  |  |  |  |  |  |  |  |  |  |  |  |  |  |  |
|  |                                  |  |  |  |  |  |  |  |  |  |  |  |  |  |  |  |
|  | 30. Christopher Robinson         |  |  |  |  |  |  |  |  |  |  |  |  |  |  |  |
|  |                                  |  |  |  |  |  |  |  |  |  |  |  |  |  |  |  |
|  |                                  |  |  |  |  |  |  |  |  |  |  |  |  |  |  |  |
|  | 15. Judith Robinson              |  |  |  |  |  |  |  |  |  |  |  |  |  |  |  |
|  |                                  |  |  |  |  |  |  |  |  |  |  |  |  |  |  |  |
|  |                                  |  |  |  |  |  |  |  |  |  |  |  |  |  |  |  |
|  | 31. Mary Berkeley                |  |  |  |  |  |  |  |  |  |  |  |  |  |  |  |
|  |                                  |  |  |  |  |  |  |  |  |  |  |  |  |  |  |  |
|  |                                  |  |  |  |  |  |  |  |  |  |  |  |  |  |  |  |